# Kathryn Janeway
Kommendörkapten Kathryn Janeway är en rollfigur i Star Trek-universumet som spelas av Kate Mulgrew. Hon uppträder i TV-serien Star Trek: Voyager (1995-2001) samt i en mindre roll i långfilmen Star Trek: Nemesis (2002).
Janeway tjänar som fartygschef på Stjärnflottans stjärnskepp USS Voyager under hela TV-serien, som utspelar sig på 2370-talet, och har befordrats till viceamiral innan långfilmen, som utspelar sig 2379. Även om det har funnits kvinnliga fartygschefer tidigare i Star Trek, är hon den första centrala kvinnliga huvudpersonen i en Star Trek-serie.

## Biografi

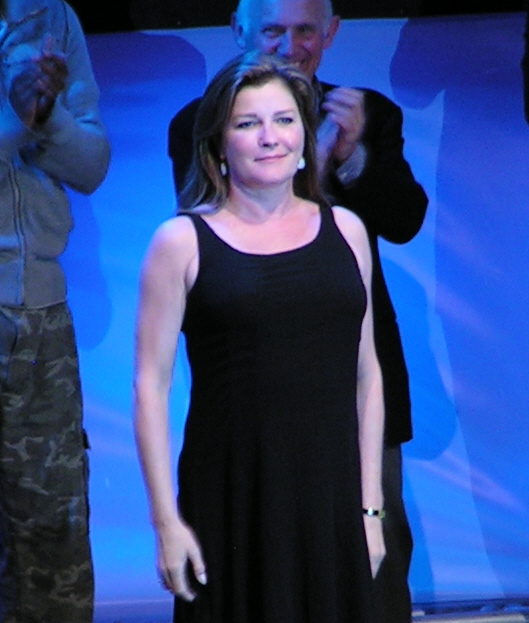
Kate Mulgrew, som spelade Janeway.

Janeway kommer från Bloomington, Indiana på Jorden. Hon föddes den 20 maj, år 2344 eller 2332. Hennes far var viceamiral och drunknade 2358. Hon har en syster.
Janeway fick sin första Stjärnflotte-befattning på USS Al-Batani. 2356 mötte hon Tuvok som senare blev en av hennes närmaste vänner. 2365 placerades hon på USS Billings.
Janeway fick befälet över Intrepid-klass-stjärnskeppet USS Voyager 2371. Janeway var då förlovad med Mark Johnson, och hade en hund som var med valpar. Under skeppets första uppdrag fördes det av en utomjording till Deltakvadranten, där Janeway beslutar att rädda en ras som inte kan försvara sig själv, vilket också förhindrar Voyager från att återvända till Alfakvadranten. Voyagers besättning får därmed en resa på 70 år innan de kommer hem. Under de kommande sju åren möter Janeway och hennes besättning borger (som hon lyckas förhandla fram en allians med  i striden mot Species 8472), Q, andra strandsatta Federationsskepp och hittills okända arter, inklusive Kazoner, Viidianer och Ocampa. Hon hjälper en före detta borg, Seven of Nine att återfå sin mänsklighet, och argumenterar för att den holografiska doktorn ska få samma status som en medveten varelse. 2374 lyckas Voyager åter få kontakt med Federationen genom ett Hirogen-kommunikationsnätverk. Det leder till att Janeway får reda på att hennes fästman Mark sörjt henne och gått vidare med sitt liv. Med hjälp av en framtida version av sig själv från en alternativ tidslinje leder Janeway Voyager i ett lyckat försök att använda borgernas transwarptunnlar för att återvända till Federationsrymd, vilket möjligen också oskadliggjorde borgerna för gott.
2379 var den senaste gången Janeway förekom i det kanoniska Star Trek-universumet, då hon var viceamiral och sågs beordra kommendörkapten Jean Luc Picard att resa till Romulus, i långfilmen Star Trek: Nemesis.
Trots att Paramount endast anser att det är serierna och filmerna som är officiella har Kathryn Janeway också figurerat i olika Star Trek-romaner. I Star Trek: The Next Generation-romanen Before Dishonor av Peter David blir Janeway assimilerad och nästa borgdrottning. Trots räddningsförsök där bland annat Seven of Nine är involverad dör Janeway och hon får en hjältes ceremoni.
Hon var även med i Star Trek: The Experience i Las Vegas fram till 2008 då utställningen stängdes.

## Personlighet och intressen
Janeway har starkt vetenskapligt intresse och gillar att studera, men är också en risktagare. Hon är en sträng fartygschef, som insisterar på att Voyagers besättning ska följa Stjärnflottans regler trots avståndet till Stjärnflottans högkvarter.
Janeway slappnar ofta av på holodäcket, såsom i gotiska romaner och tillsammans med Leonardo da Vinci. Hon anser att systern är den konstnärliga i familjen.
En stor passion för Janeway är kaffe, som hon dricker svart.
Som fartygschef hade Janeway svårt att hitta kärlek under Voyagers resa, inte minst eftersom hon först hoppades att komma tillbaka till sin fästman, Mark Johnson. Senare, efter att Voyager fått kontakt med Stjärnflottan igen och hon fått reda på att han gått vidare med sitt liv, har hon blivit romantiskt sammanknuten med inspektören Kashyk, med en holodäckfigur. och ingenjören Jaffen, då hennes minne raderats.

## Produktion
För att utveckla rollfiguren tog producenten Berman hjälp av Jeri Taylor som exekutiv producent. Beslutet att centrera den kommande Star Trek-serien kring en kvinnlig fartygschef togs inte lättvindligt:
| ”                                                                   | "We didn't want to just create a captain and cast it with a female. We wanted to create a female captain who was a captain that was somewhat more nurturing and a little bit less swashbuckling than someone like Captain Kirk, a little bit less sullen than someone like Captain Sisko, and a little bit more approachable than Captain Picard." | „ |
| – Rick Berman, citerad i Paul Ruditis, Star Trek: Voyager Companion | |   |

Det var dock inte ett populärt beslut bland Paramount Studios, som hellre ville ha en manlig fartygschef igen, av rädsla för att en kvinnlig huvudperson skulle leda till lägre tittarsiffror bland målgruppen som är män i åldern 25-45 år. En fördel var dock att man till stor del slapp jämförelser med de tidigare framgångarna James T. Kirk och Jean-Luc Picard.
Från början var tanken att rolliguren skulle heta Elisabeth Janeway, men då Genevieve Bujold fick rollen krävde hon att figuren skulle döpas till Nicole Janeway. Bujold var dock inte van vid det krävande arbets- och tidsschemat som en TV-serie krävde och hoppade av redan andra inspelningsdagen. Erin Gray, Chelsea Field och Kate Mulgrew hade alla provspelat för karaktären och då Mulgrew fick rollen föreslog hon namnbyte till Kathryn.

## Nyckelavsnitt
Avsnitt där Janeways karaktär utforskas mer eller spelar en nyckelroll:
- "Resolutions" - Janeway och Chakotay måste lämnas i karantän på en främmande planet efter att ha råkat ut för en smittsam sjukdom.
- "Flashback" - Janeway förenas med Tuvok i en mind meld och besöker mentalt skeppet USS Excelsior under befäl av kapten Hikaru Sulu.
- "Sacred Ground" - Efter att Kes fallit i koma efter att ha besökt en främmande planet, måste Janeway gå igenom en helig ritual för att rädda henne, vilket utmanar hennes vetenskapliga syn på livet.
- "Dark Frontier" - Janeway infiltrerar en Borg Sphere, men råkar i processen förlora Seven of Nine till Borgdrottningen.
- "Unimatrix Zero" - Janeway infiltrerar Borgerna, och blir assimilerad in i Kollektivet.
- "11:59" - Janeways avlägsne släkting Shannon O'Donnell är ett instrument i skapandet av Millennium Porten år 2000.